# キンチャクダイ
キンチャクダイ (学名：Chaetodontoplus septentrionalis)は、キンチャクダイ科の海水魚の一種。北西太平洋の沿岸部に分布する。

## 分類
1844年にコンラート・ヤコブ・テミンクとヘルマン・シュレーゲルによって、長崎をタイプ産地として記載された。種小名は「北」を意味し、近縁種より北方に分布することに由来する。

## 形態
全長は最大22cm。成魚と幼魚で体色が大きく異なる。幼魚は全身が黒く、胸鰭を通る位置に太い黄色の帯が入り、体上部後縁と尾鰭は黄色い。成魚は全身が黄色から暗い橙色で、7-8本の明るい水色の縦縞が入る。頭部には不規則な網目模様があるが、個体差が大きい。鰓蓋縁には鋭い棘を持つ。

## 生態
ベトナムから南日本や韓国にかけての北西太平洋に分布する。水深5-20mのサンゴ礁や岩場に生息する。単独または少数の群れを作り、カイメンやホヤなどの付着生物を捕食する。雌性先熟の雌雄同体である。繁殖期は8-10月であり、オスは鰭を広げてメスにアピールする。

## 人との関わり
食用にはされず、観賞魚としてアクアリウムで飼育される。飼育下で繁殖することがある。